# Coupe d'Italie de football 1994-1995
Navigation
Coupe d'Italie 1993-1994 Coupe d'Italie 1995-1996
La Coupe d'Italie de football 1994-1995, est la 48e édition de la Coupe d'Italie.

## Déroulement de la compétition

### Participants

#### Serie A (D1)
Les 18 clubs de Serie A sont engagés en Coupe d'Italie.

#### Serie B (D2)
Les 20 clubs de Serie B sont engagés en Coupe d'Italie.

#### Serie C1 (D3)
10 clubs de Serie C1 sont engagés en Coupe d'Italie.

### Calendrier
| Phase              | Tour          | Aller            | Retour            |
| ------------------ | ------------- | ---------------- | ----------------- |
| Phase préliminaire | 1er tour      | 21 août 1994     | 21 août 1994      |
| Phase préliminaire | 2e tour       | 31 août 1994     | 21 septembre 1994 |
| Phase préliminaire | 3e tour       | 12 octobre 1994  | 26 octobre 1994   |
| Phase finale       | 1/4 de finale | 30 novembre 1995 | 14 décembre 1995  |
| Phase finale       | 1/2 finales   | 8-9 mars 1995    | 11-12 avril 1995  |
| Phase finale       | Finale        | 7 juin 1994      | 11 juin 1994      |

## Résultats

### Premier tour
| Division      | Club                | Score               | Club                 | Division     |
| ------------- | ------------------- | ------------------- | -------------------- | ------------ |
| Serie C1 (D3) | US Ravenne          | 1 - 2               | US Città di Palerme  | Serie B (D2) |
| Serie C1 (D3) | AS Lodigiani        | 0 - 3               | Inter Milan          | Serie A (D1) |
| Serie C1 (D3) | Calcio Monza        | 2 - 1 a.p.          | AC Venise            | Serie B (D2) |
| Serie B (D2)  | Côme Calcio         | 1 - 0               | Ascoli Calcio 1898   | Serie B (D2) |
| Serie C1 (D3) | Bologne FC 1909     | 0 -1                | Atalanta Bergame     | Serie B (D2) |
| Serie B (D2)  | AC Pérouse          | 2 - 0               | Vérone FC            | Serie B (D2) |
| Serie C1 (D3) | SS Juventus Stabia  | 0 - 1               | Udinese Calcio       | Serie B (D2) |
| Serie B (D2)  | AS Acireale         | 2 - 3               | Vicence Calcio       | Serie B (D2) |
| Serie C1 (D3) | Modène FC           | 3 - 2               | Cosenza Calcio       | Serie B (D2) |
| Serie C1 (D3) | SPAL                | 0 -1                | Plaisance FC         | Serie B (D2) |
| Serie B (D2)  | Salernitana Sport   | 0 -1                | AS Fidelis Andria    | Serie B (D2) |
| Serie C1 (D3) | AS Reggina          | 2 - 2 a.p., 2-4 tab | US Lecce             | Serie B (D2) |
| Serie B (D2)  | Pescara Calcio      | 0 -1                | AC Cesena            | Serie B (D2) |
| Serie C1 (D3) | US Fiorenzuola 1922 | 3 - 2 a.p.          | Ancône Calcio        | Serie B (D2) |
| Serie C1 (D3) | AC Pro Sesto        | 0 - 2               | AC Reggiana          | Serie A (D1) |
| Serie B (D2)  | Chievo Vérone       | 1 - 1 a.p., 4-3 tab | AS Lucchese Libertas | Serie B (D2) |

### Deuxième tour
| Division      | Club                | Aller | Total | Retour              | Club                | Division      |
| ------------- | ------------------- | ----- | ----- | ------------------- | ------------------- | ------------- |
| Serie A (D1)  | Milan AC            | 0 - 1 | 1 - 1 | 1 - 0 a.p., 4-2 tab | US Città di Palerme | Serie B (D2)  |
| Serie A (D1)  | Calcio Padoue       | 0 -3  | 1 - 2 | 1 - 0               | Inter Milan         | Serie A (D1)  |
| Serie C1 (D3) | Calcio Monza        | 0 - 1 | 2 - 5 | 2 - 4               | Torino Calcio       | Serie A (D1)  |
| Serie B (D2)  | Côme Calcio         | 0 - 2 | 0 - 7 | 0 - 5               | Foggia Calcio       | Serie A (D1)  |
| Serie A (D1)  | Cagliari Calcio     | 1 - 0 | 2 - 2 | 1 - 2               | Atalanta Bergame    | Serie B (D2)  |
| Serie A (D1)  | Parme AC            | 4 - 0 | 4 - 1 | 0 - 1               | AC Pérouse          | Serie B (D2)  |
| Serie B (D2)  | Udinese Calcio      | 2 -2  | 2 - 4 | 0 - 2               | AC Fiorentina       | Serie A (D1)  |
| Serie A (D1)  | UC Sampdoria        | 5 - 1 | 6 - 3 | 1 - 2               | Vicence Calcio      | Serie B (D2)  |
| Serie A (D1)  | SS Lazio            | 5 - 0 | 9 - 1 | 4 - 1               | Modène FC           | Serie C1 (D3) |
| Serie A (D1)  | AS Bari             | 0 - 1 | 1 - 2 | 1 - 1               | Plaisance FC        | Serie B (D2)  |
| Serie A (D1)  | SSC Naples          | 3 - 2 | 4 - 3 | 1 - 1               | AS Fidelis Andria   | Serie B (D2)  |
| Serie A (D1)  | US Cremonese        | 1 - 1 | 3 - 3 | 2 - 2               | US Lecce            | Serie B (D2)  |
| Serie B (D2)  | AC Cesena           | 0 - 1 | 0 - 3 | 0 - 2               | Genoa CFC           | Serie A (D1)  |
| Serie C1 (D3) | US Fiorenzuola 1922 | 0 - 3 | 1 - 5 | 1 - 2               | AS Rome             | Serie A (D1)  |
| Serie A (D1)  | AC Reggiana         | 1 - 0 | 3 - 0 | 2 - 0               | Brescia Calcio      | Serie A (D1)  |
| Serie A (D1)  | Juventus FC         | 0 - 0 | 3 - 1 | 3 - 1               | Chievo Vérone       | Serie B (D2)  |

### Troisième tour
| Division     | Club          | Aller | Total | Retour | Club            | Division     |
| ------------ | ------------- | ----- | ----- | ------ | --------------- | ------------ |
| Serie A (D1) | Milan AC      | 1 - 2 | 2 - 4 | 1 - 2  | Inter Milan     | Serie A (D1) |
| Serie A (D1) | Foggia Calcio | 3 - 0 | 4 - 2 | 1 - 2  | Torino Calcio   | Serie A (D1) |
| Serie A (D1) | Parme AC      | 2 - 0 | 3 - 1 | 1 - 1  | Cagliari Calcio | Serie A (D1) |
| Serie A (D1) | AC Fiorentina | 2 - 1 | 3 - 2 | 1 - 1  | UC Sampdoria    | Serie A (D1) |
| Serie A (D1) | SS Lazio      | 3 - 2 | 6 - 4 | 3 - 2  | Plaisance FC    | Serie B (D2) |
| Serie A (D1) | SSC Naples    | 3 - 0 | 4 - 0 | 1 - 0  | US Cremonese    | Serie A (D1) |
| Serie A (D1) | Genoa CFC     | 2 - 0 | 2 - 3 | 0 - 3  | AS Rome         | Serie A (D1) |
| Serie A (D1) | Juventus FC   | 2 - 0 | 3 - 2 | 1 - 2  | AC Reggiana     | Serie A (D1) |

### Quarts de finale
| Division     | Club        | Aller | Total | Retour     | Club          | Division     |
| ------------ | ----------- | ----- | ----- | ---------- | ------------- | ------------ |
| Serie A (D1) | Inter Milan | 1 - 0 | 1 - 2 | 0 - 2 a.p. | Foggia Calcio | Serie A (D1) |
| Serie A (D1) | Parme AC    | 2 - 0 | 4 - 1 | 2 - 1      | AC Fiorentina | Serie A (D1) |
| Serie A (D1) | SS Lazio    | 1 - 0 | 3 - 1 | 2 - 1      | SSC Naples    | Serie A (D1) |
| Serie A (D1) | Juventus FC | 3 - 0 | 4 - 3 | 1 - 3      | AS Rome       | Serie A (D1) |

### Demi-finale
| Division     | Club          | Aller | Total | Retour | Club        | Division     |
| ------------ | ------------- | ----- | ----- | ------ | ----------- | ------------ |
| Serie A (D1) | SS Lazio      | 0 - 1 | 1 - 3 | 1 - 2  | Juventus FC | Serie A (D1) |
| Serie A (D1) | Foggia Calcio | 1 - 1 | 2 - 4 | 1 - 3  | Parme AC    | Serie A (D1) |

### Finale
| Division     | Club        | Aller | Total | Retour | Club     | Division     |
| ------------ | ----------- | ----- | ----- | ------ | -------- | ------------ |
| Serie A (D1) | Juventus FC | 1 - 0 | 3 - 0 | 2 - 0  | Parme AC | Serie A (D1) |